# Principio antrópico
El principio antrópico (del griego ἄνθρωπος ánthrōpos, «humano») es un principio que se suele enunciar como sigue:
| El mundo es como es por la necesidad de permitir la existencia de seres que puedan preguntarse por qué es así. |

En cosmología el principio antrópico establece que cualquier teoría válida sobre el universo tiene que ser consistente con la existencia del ser humano. En otras palabras: «Si en el universo se deben verificar ciertas condiciones para nuestra existencia, dichas condiciones se verifican ya que nosotros existimos». Los diferentes intentos de aplicar este principio al desarrollo de explicaciones científicas sobre la cosmología del universo han conducido a una elevada controversia.
Stephen W. Hawking, en su libro Historia del tiempo, habla del principio antrópico aplicado al tema del origen y formación del universo. Hawking dice: «vemos el universo en la forma que es porque nosotros existimos». Expone que hay dos versiones del principio antrópico: la débil y la fuerte. Sobre el tema de la formación del universo, concluye diciendo que si no fuese como es (o que si no hubiese evolucionado como evolucionó) nosotros no existiríamos y que, por lo tanto, preguntarse cómo es que existimos (o por qué no, «no existimos») no tiene sentido.
El Principio antrópico cosmológico también es el título de un controvertido libro de John D. Barrow y Frank J. Tipler publicado en el año 1986 en el que se expone la versión más fuerte del principio antrópico, la cual implicaría la aparición forzosa de vida inteligente como consecuencia cosmológica de la evolución del universo. El razonamiento de Barrow y Tipler es, para muchos científicos, sin embargo, un razonamiento puramente tautológico.
En efecto, el principio antrópico en su forma más básica se puede considerar casi un lugar común, ya que indica que cualquier teoría sobre la naturaleza del universo debe permitir nuestra existencia como seres humanos y entes biológicos basados en el carbono en este momento y lugar concretos del universo.

## Origen
El primer uso del término «principio antrópico» se atribuye al físico teórico australiano Brandon Carter (n. 1942). El primero en tratar la idea en detalle fue Robert H. Dicke (1916-1997) y más tarde fue desarrollado por Brandon Carter, quien en 1973, durante un simposio en Cracovia (Polonia) en el que se celebraba el 500.º aniversario del nacimiento del astrónomo polaco Nicolás Copérnico (1473-1543) y que trató sobre «La confrontación de las teorías cosmológicas con los datos experimentales», lo acuñó para argumentar que, después de todo, la humanidad sí que tiene un lugar especial en el universo. (Ver principio de Copérnico). Así, en su charla sobre «Las innumerables coincidencias y el principio antrópico en la cosmología», Carter declara que: «Aunque nuestra posición no es necesariamente central, es inevitablemente privilegiada en cierto sentido».
Propuso dos versiones del principio antrópico:
- Principio antrópico débil

| Debemos estar preparados para tener en cuenta el hecho de que nuestra ubicación en el universo es necesariamente privilegiada en la medida de ser compatible con nuestra existencia como observadores. |

- Principio antrópico fuerte

| El universo (y por lo tanto los parámetros fundamentales de los que depende) debe ser tal que admita la creación de observadores dentro de él en algún momento. |

No obstante, como se ha mencionado, la idea básica del principio ya había sido utilizada antes de aquel año en varias ocasiones. Por ejemplo, en 1957, R. H. Dicke escribió lo siguiente: «La edad “actual” del universo no es casual sino que está condicionada por diversos factores biológicos... [los cambios en los valores de las constantes fundamentales de la Física] deberían concluir con la existencia de un humano que considera el problema». E incluso en autores anteriores, ya se pueden encontrar formulaciones equivalentes a este principio en textos como El lugar del hombre en el universo de Alfred Russel Wallace (1823-1913), publicado en 1903, donde se puede leer lo siguiente: «Un universo tan vasto y complejo como en el que sabemos que nos rodea puede que sea absolutamente necesario... para producir un mundo tan adaptado al desarrollo de una vida que habría de culminar en la aparición del ser humano» (pág. 256-257 en la edición de 1912).

## Proponentes y versiones
Los proponentes del principio antrópico sugieren que vivimos en un universo cuidadosamente ajustado, es decir, un universo que parece haber sido meticulosamente adaptado para permitir la existencia de la vida que conocemos. Si cualquiera de las constantes físicas básicas hubiese sido diferente, entonces la vida tal como se conoce no habría sido posible. En este sentido, se han escrito diversos artículos que indican que este principio podría explicar la necesidad de diversas constantes físicas, tales como la constante de estructura fina, el número de dimensiones del universo y la constante cosmológica. A modo de ejemplo, se puede citar que si no existieran estrellas ligeras como el Sol y, por ejemplo, todas las estrellas fueran tres veces más pesadas, solo vivirían unos quinientos millones de años y la vida pluricelular no habría tenido tiempo para desarrollarse. Si la velocidad de expansión del universo un segundo después del Big Bang hubiera sido solo una cienmilbillonésima parte más pequeña, el universo habría vuelto a colapsarse en un Big Crunch, si hubieran sido más rápidos los electrones y los protones no habrían llegado a formar átomos. Y pueden citarse otros hechos similares.
Existen tres versiones principales del principio antrópico que fueron categorizadas en 1986 por los físicos Barrow y Tipler como sigue:
El principio antrópico débil (WAP) indica que «los valores observados de todas las cantidades físicas y cosmológicas no son igualmente probables, sino que están restringidos por el hecho de que existen lugares del universo donde se ha podido desarrollar la vida basada en el carbono y el hecho de que el universo sea suficientemente antiguo como para que esto haya ocurrido».
El principio antrópico fuerte (SAP) indica que «el universo debe tener unas propiedades que permitan a la vida desarrollarse en algún estadio de su historia». El "debe" en este caso es un imperativo, conforme es mostrado por las siguientes tres posibles elaboraciones del SAP, cada una propuesta por Barrow y Tiple:
- "Existe solo un Universo posible 'diseñado' con el objetivo de generar y mantener 'observadores'."
- "Los 'observadores' son necesarios para que el Universo exista'."
- "Para la existencia de nuestro Universo es necesario un conjunto de otros universos diferentes."

El principio antrópico final (FAP) indica que «un modo de procesamiento inteligente de la información debe llegar a existir en el universo y, una vez que aparece, nunca desaparecerá».
La versión débil del principio ha sido criticada por su falta de imaginación, ya que asume que no es posible que se den otras formas de vida (por lo que ha sido tildado por algunos de chovinismo del carbono). También se suele decir que el rango de valores que pueden tomar las constantes físicas y que permiten la evolución de vida basada en el carbono puede ser mucho menos restringido del que se ha propuesto (Stenger en «Realidad intemporal»). Por otra parte, la versión fuerte ha sido tildada como no científica, ya que no puede probarse ni falsarse y es innecesaria. La tercera de las versiones, la versión final, es discutida en otro artículo; aunque Barrow y Tipler indican que, a pesar de ser propuesto en el contexto de la física, el enunciado está «muy relacionado con los valores morales».
Algunos de los filósofos de la ciencia que apoyan las afirmaciones del principio antrópico invitan a la conjetura del diseño inteligente. Pero, también hay quienes sugieren la existencia de universos alternativos e invocan al principio antrópico en auxilio de sus teorías: suponiendo que algunos universos de entre todos los posibles fuesen capaces de albergar vida inteligente, algunos de los universos concretos deben haber hecho realidad esta capacidad, y el nuestro es claramente uno de ellos. Sin embargo, las alternativas a la conjetura del diseño inteligente no se limitan a proponer la existencia de universos alternativos. Otros, sin embargo, entienden que el principio antrópico como se enuncia normalmente en la realidad mina los argumentos de la conjetura del diseño inteligente.
Otra versión moderna hace uso de la Teoría del Caos, proponiendo que la configuración del universo, en todos sus detalles y a cualquier escala, es condición sine qua non para la ocurrencia de los eventos que produjeran un planeta específico, con una composición y tamaño específicos, ubicado en una zona orbital específica, alrededor de una estrella de características específicas, en un sistema solar con una configuración específica, ubicado en una zona específica de una galaxia específica, en una región específica del universo; y todo esto para que pudiera producirse el fenómeno humano.
La versión más llana es la que simplemente estipula que percibimos el universo como lo hacemos, porque es la única forma en que podemos percibirlo, es decir, nuestra percepción del universo depende de nuestra instalación en él y nuestra relación con él.

## El principio antrópico cosmológico
En 1986 fue publicado por la Oxford University Press el controvertido libro El principio antrópico cosmológico, escrito por John D. Barrow y Frank J. Tipler. En este libro Barrow, el famoso cosmólogo londinense, entonces en la Universidad de Sussex, hizo una incursión académica en lo que él llamó el principio antrópico y que pretendía explicar la aparentemente increíble serie de coincidencias que permiten nuestra presencia en un universo que parece haber sido perfectamente preparado para garantizar nuestra existencia. Todo lo que existe, desde las constantes energéticas concretas del electrón hasta el preciso nivel de la fuerza nuclear fuerte parece haber sido precisamente ajustado para nuestra existencia y la existencia de otros seres vivos. La existencia de la vida basada en el carbono en este universo es compatible con diversas variables independientes; y si alguna de estas variables independientes tuviera un valor ligeramente diferente, la vida basada en el carbono no podría existir. Así, el principio antrópico implica que nuestra habilidad para estudiar la cosmología implica en cualquier caso que todas las variables tengan el valor correcto. En palabras de los críticos del principio, una tautología que dice 'si las cosas fuesen diferentes serían diferentes'.
Aunque Brandon Carter presentó sus ideas en 1974 en una publicación de la Unión Astronómica Internacional, en 1983 declaró que, en su forma original, el principio solo pretendía poner sobre aviso a los astrofísicos y los cosmólogos sobre los posibles errores que se derivarían de la interpretación de los datos astronómicos y cosmológicos a menos que las restricciones biológicas del observador se tomasen en cuenta. En 1983 también advirtió que lo opuesto podía ser verdad para los biólogos evolucionistas y que al interpretar los registros evolutivos, uno debe tener en cuenta las restricciones astrofísicas del proceso. Teniendo esto en mente, Carter llegó a concluir que la cadena evolutiva probablemente solo podría incluir uno o dos enlaces de poco éxito evolutivo en el intervalo de tiempo disponible. Estas afirmaciones fueron discutidas por A. Feoli y S. Rampone en 1999 en un artículo titulado «¿Es el principio antrópico fuerte demasiado débil?» con el argumento de que el tamaño estimado de nuestro universo y el número que se calcula de planetas existentes permite mayores grados de libertad a la evolución y permite concluir que no existen evidencias de un diseño inteligente en el mecanismo de la evolución.
A finales de los años 90 hubo un interés renovado en los científicos motivados por la cosmología experimental y los trabajos teóricos sobre la gravedad cuántica. Los trabajos teóricos implicaban el intento de unificar la gravedad con las restantes fuerzas físicas. Aunque hubo un importante número de desarrollos prometedores todos ellos parecían adolecer del mismo problema: las constantes fundamentales de la Física parecían no tener restricciones. El motivo experimental vino de las observaciones cosmológicas que ofrecieron unos valores muy concretos para algunas cantidades fundamentales, tales como la densidad de materia en el universo; en contra a lo que se esperaba, el valor no era cero, sino 0.7 (valor que en modo alguno se puede considerar obvio).
Sin embargo, publicaciones más recientes (2004) del famoso físico británico Stephen Hawking sugieren la idea de que nuestro universo es mucho menos 'especial' de lo que los proponentes del principio antrópico pretenden. Según Hawking, la probabilidad de que un universo como el nuestro surja de una Gran Explosión es del 98 % y, además, utilizando la función de onda básica del universo como base para sus ecuaciones, Hawking ha concluido que semejante universo puede llegar a existir sin que exista relación alguna con nada anterior a él, es decir que podría surgir de la nada. En cualquier caso, en la actualidad, estas publicaciones y las teorías que las acompañan todavía son sujeto de debate científico, y que en el pasado, el propio Hawking se había preguntado cuestiones que parecen apuntar a preguntas básicas del principio antrópico: «¿Qué es lo que insufla el fuego en las ecuaciones y hace que describan un universo?... ¿Por qué se molesta el universo en existir?» (Hawking, 1988).

## Sesgo antrópico y razonamiento antrópico
En 2002, Nick Bostrom se preguntaba: «¿Es posible resumir la esencia del efecto de la selección de observaciones con una afirmación simple?» a lo que concluyó que quizás podría, pero que «muchos de los "principios antrópicos" simplemente se confunden. Algunos, especialmente aquellos que extrajeron su inspiración de los artículos seminales de Brandon Carter, son sólidos, pero... son demasiado débiles para cualquier trabajo científico real. En particular, se cree que la metodología actual no permite derivar ninguna consecuencia observacional de las teorías cosmológicas contemporáneas, a pesar del hecho de que estas teorías puedan ser y estén siendo ampliamente probadas experimentalmente por los astrónomos. Lo que se necesita para cubrir este vacío metodológico es una formulación más adecuada de cómo los efectos de la selección de las observaciones se tienen en cuenta». Así asume que los sistemas automuestrales son aquellos en los que «puedes pensar que tú mismo eres un observador aleatorio de una clase de referencia adecuada». Esto se expande en un modelo de sesgo antrópico y razonamiento antrópico bajo la incertidumbre introducida por el hecho de no saber cuál es nuestro lugar en el universo —o incluso quiénes somos—. Esta puede también ser una forma de superar los diversos límites de sesgo cognitivo inherentes a los humanos que hacen las observaciones y comparten los modelos del universo utilizando las matemáticas.